# Хунукма (муниципалитет)
Хунукма́ (исп. Hunucmá) — муниципалитет в Мексике, штат Юкатан, с административным центром в одноимённом городе. Численность населения, по данным переписи 2010 года, составила 30 731 человек.

## Общие сведения
Название Hunucmá с майянского языка можно перевести как болотная вода.
Площадь муниципалитета равна 840 км², что составляет 2,11 % от общей площади штата, а наивысшая точка — 8 метров над уровнем моря, расположена в поселении Сан-Антонио-Чель.
Он граничит с другими муниципалитетами Юкатана: на востоке с Прогресо, Уку и Уманом, на юге с Самахилем и Тетисом, на западе с Селестуном, а на севере омывается водами Мексиканского залива.

## Учреждение и состав
Муниципалитет был образован в 1825 году, хотя его границы менялись до 1921 года. В его состав входит 16 населённых пунктов, самые крупные из которых:
| Код INEGI                  | Населённый пункт                                                                | Численность населения (2005 год) | Численность населения (2010 год) |
| -------------------------- | ------------------------------------------------------------------------------- | -------------------------------- | -------------------------------- |
| 038                        | Всего                                                                           | 28100                            | 30731                            |
| 0001                       | Хунукма (исп. Hunucmá) 21°00′55″ с. ш. 89°52′28″ з. д. (административный центр) | 22800                            | 24910                            |
| 0005                       | Тешан-де-Паломеке (исп. Texán de Palomeque) 20°55′57″ с. ш. 89°49′46″ з. д.     | 2937                             | 3264                             |
| 0004                       | Сисаль (исп. Sisal) 21°09′55″ с. ш. 90°01′50″ з. д.                             | 1672                             | 1837                             |
| 0002                       | Хунканаб (исп. Hunkanab) 20°57′50″ с. ш. 89°51′25″ з. д.                        | 448                              | 466                              |
| 0003                       | Сан-Антонио-Чель (исп. San Antonio Chel) 20°59′46″ с. ш. 89°48′51″ з. д.        | 206                              | 220                              |
| —                          | Прочие                                                                          | 37                               | 34                               |
| Названия на карте Генштаба |                                                                                 |                                  |                                  |

## Экономика
По статистическим данным 2000 года, работоспособное население занято по секторам экономики в следующих пропорциях:
- торговля, сферы услуг и туризма — 44,2 %;
- производство и строительство — 32,4 %;
- сельское хозяйство, скотоводство и рыболовство — 21,5 %;
- безработные — 1,9 %.

## Инфраструктура
По статистическим данным 2010 года, инфраструктура развита следующим образом:
- протяжённость дорог: 130,2 км;
- электрификация: 98,2 %;
- водоснабжение: 88,2 %;
- водоотведение: 59 %.

## Достопримечательности
В муниципалитете можно посетить следующие объекты:
- храм Апостола Сантьяго, построенный в XVII веке;
- часовня Сан Антонио, построенная в колониальный период;
- бывший монастырь Святого Франсиска, построенный в XVI веке;
- часовня Девы Гваделупской, построенная в XVIII веке;
- бывшие асьенды Санта-Елена, Сан-Хоакин и Ченкопо;
- археологический памятник цивилизации майя — руины Шкопте.

## Фотографии

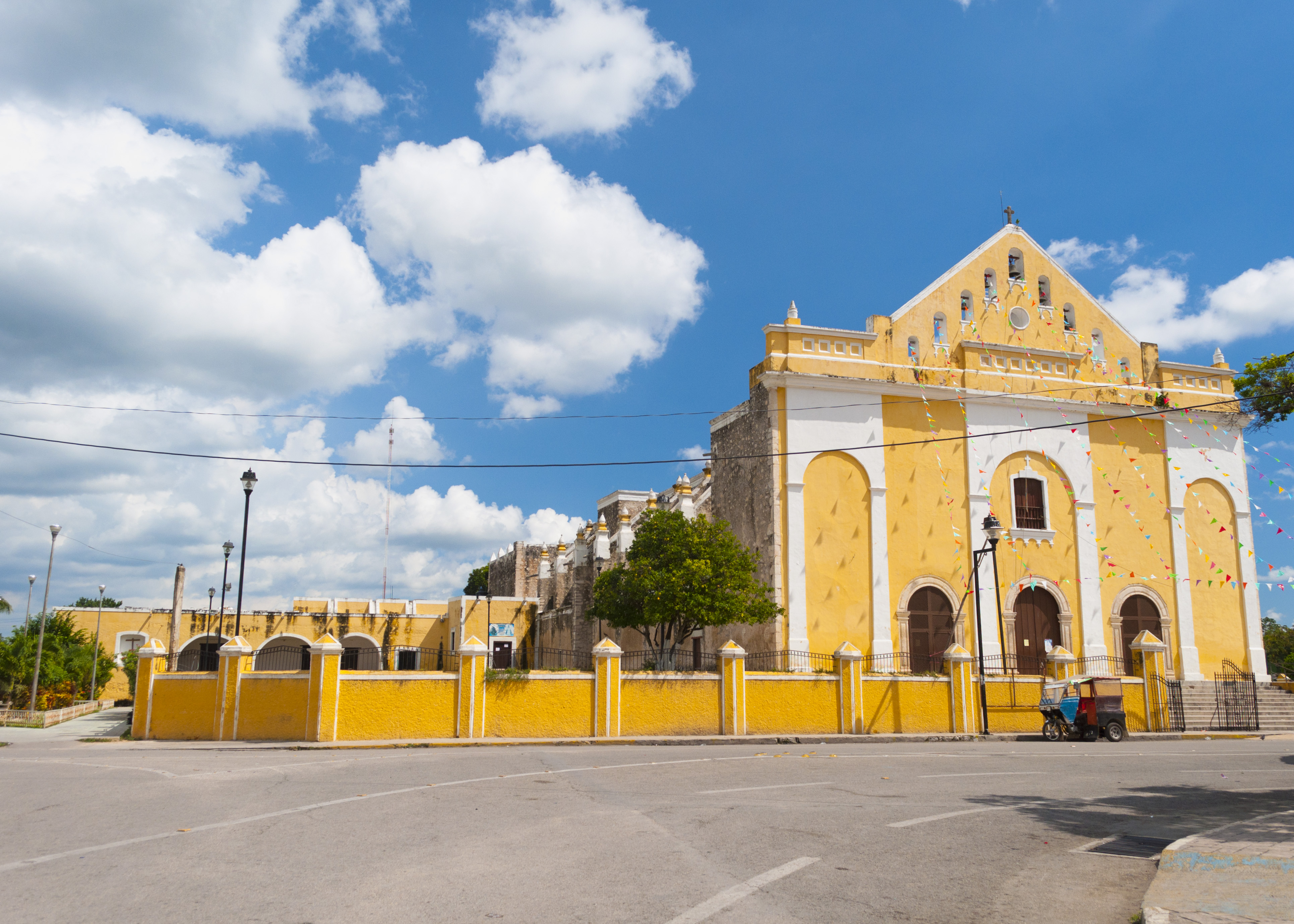
Церковь Франсиска Ассизского в Хунукме
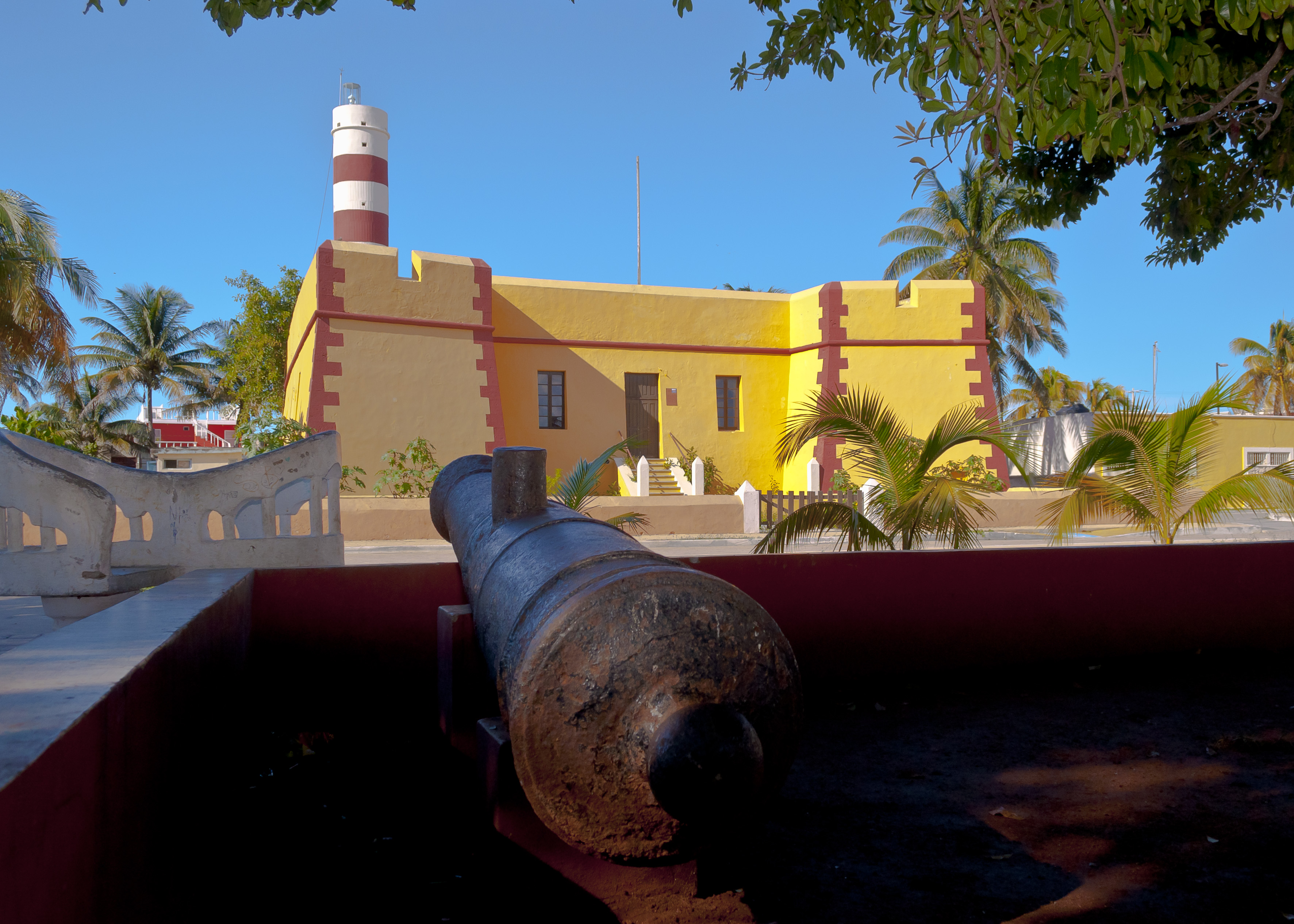
Форт и маяк в Сисале
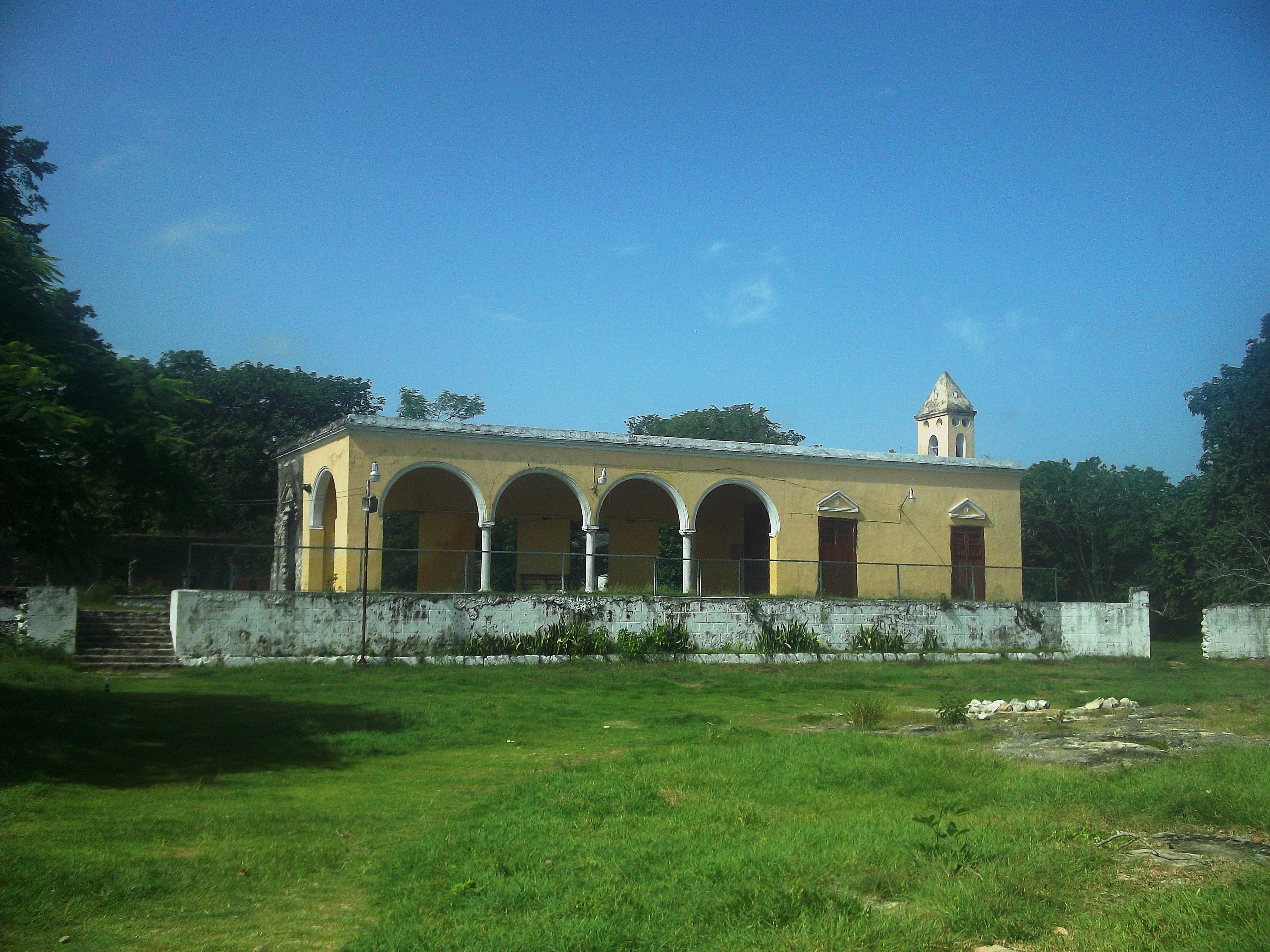
Бывшая асьенда Хунканаб